# Juan Baliño Ledo
Juan Baliño Ledo (Vigo, 2 de enero de 1901 - 1999) fue un abogado español, promotor del autonomismo regional y de un galleguismo moderado. Además, fue fundador del Real Club Celta de Vigo, del Ilustre Colegio de Abogados de Vigo y Gerente de Faro de Vigo.

## Primeros años
Hizo sus primeras letras en el Colegio de María Auxiliadora de Vigo, y el bachillerato en el Colegio de los PP. Escolapios de Celanova, donde fue lector. Estudió después Magisterio en Pontevedra y Derecho en la Universidad de Santiago de Compostela, donde se tituló en 1923 continuando sus estudios en Madrid.
Durante sus estudios jurídicos, en que obtuvo las máximas calificaciones y numerosos premios, participó en diversas asociaciones estudiantiles, llegando a ser Presidente de la Federación de Estudiantes Católicos de Galicia y a participar en la de España junto con Tomás Pedret Casado. Igualmente, fue Presidente de la Tuna Escolar Compostelana.

## Servicio Público
En 1924 ingresó por oposición al Cuerpo de Secretarios de Ayuntamientos de Primera Categoría, llegando a ser Presidente del Colegio de la Provincia, así como Secretario de los Ayuntamientos de Bayona en 1925 y de Vigo a partir de 1927 hasta su arbitraria destitución.
Cuando en 1931 Vigo fue de las primeras ciudades en proclamar la II República y organizar su gobierno de acuerdo al cambio de régimen, Baliño fue elegido Secretario de la Junta Municipal.
A pesar de que por su carácter moderado, hizo pública su oposición a los sentimientos anticatólicos, a la ideología marxista y al revanchismo antimonárquico, su eficiente gestión condujo a que fuese nombrado caballero de la Orden de la República en septiembre de 1934.
Incluso llegó a condenar, por radio y en la prensa, los sucesos revolucionarios de octubre de ése año, expresándose contrario al socialismo.

## Galleguismo y persecución política
En el mes de junio de 1936 dictó una importante conferencia “España tiene una profunda tradición autonomista” a favor del Proyecto de Estatuto de Autonomía de Galicia en 1936, que fue difundida por Radio Vigo, acompañando luego a la Comisión que lo presentó a las Cortes republicanas en Madrid.
Sin embargo, el Golpe de Estado en España de julio de 1936 suspendió el proceso legislativo y derivó en la persecución contra republicanos, socialistas y autonomistas.
En Vigo, el mismo mes de julio inició la represión, siendo fusiladas por traición varias personas, incluido el alcalde Emilio Martínez Garrido, así como en agosto Apolinar Torres López y posteriormente Víctor Fraíz Villanueva, estos dos últimos sindicalistas que habían hablado también a favor del autonomismo en el mismo ciclo en que lo había hecho Baliño.
La persecución que tuvo lugar en Vigo respecto de los desafectos al régimen fue brutal, incluyendo juicios sumarios por consejos de guerra, “paseos” (ejecución extrajudicial), confiscación de bienes y exilio. En el caso de Juan Baliño, sólo su reconocida ecuanimidad y moderación, así como su personalidad católica y contraria al marxismo, le permitieron sortear, en el juicio que se le instruyó los cargos de comunista y rojo, más no el de “separatista” y “rebelde estatutista”, por los cuales fue condenado a la pérdida de su cargo y a la inhabilitación perpetua en Galicia.
Sus discursos de 1936 y su defensa judicial revelan una posición a la vez españolista y autonomista (galleguismo), semejante a las esgrimidas en su momento por Antonio Maura y José Calvo Sotelo, por lo que su pensamiento era -como él mismo lo definió en su defensa- la de un “autonomista doctrinal no afiliado al partido”.
No obstante, fue ‘depurado’ por el franquismo, supuestamente por atentar contra la unidad de España; dentro de un proceso sumamente irregular, donde a pesar de ser absuelto en 1937, se ordenó que fuera condenado en 1940, desestimándose todos los recursos interpuestos.
Aunque amenazado, apartado del servicio público y privado de sus ingresos, resolvió sin embargo no exiliarse y dedicarse -a pesar de ser muchas veces relegado- al ejercicio de su profesión, dado su profundo arraigo a Galicia.
Finalmente en 1977, cuarenta años después, en aplicación de la amnistía concedida a los perseguidos políticos del franquismo, fue rehabilitado en sus derechos, reconociéndose que su proceso de ‘depuración’ obedeció a “hechos de intencionalidad política”.

## Actividad gremial
En el ámbito gremial, fue miembro, entre otras, del Rotary Club de Vigo y de la tertulia del Gimnasio - Centro de Hijos de Vigo. Asimismo, participó en diversos actos culturales, educativos y benéficos de la Agrupación Martín Codax de Vigo, de signo españolista, aunque identificada con un moderado autonomismo gallego, fundada por el religioso Mons. Dr. Emilio Álvarez Martínez.
En 1932 fue cofundador del Ilustre Colegio de Abogados de Vigo, junto con otros destacados abogados como Roberto González Pastoriza y Valentín Paz Andrade, ambos de ideas republicanas y galleguistas, siendo también, posteriormente, miembro de su junta de gobierno.

## Actividad deportiva: El Club Celta
A nivel deportivo fue presidente de la Federación Gallega de Fútbol y de la de Atletismo; junto a Manuel de Castro Handicap y Pepe Bar fue uno de los máximos valedores de la fusión del Real Vigo Sporting Club y del Real Club Fortuna de Vigo en 1923 para dar lugar al nacimiento del Real Club Celta de Vigo. Se ocupó de la parte jurídica de la fusión y formó parte de la comisión creada para dar forma al nuevo club y elaborar sus estatutos. Suya es la propuesta de Celta de Vigo como nombre y los colores de su equipación. También fue uno de los primeros directivos del club.

## Actividad profesional: El Faro de Vigo
Tras su inhabilitación, debió retirarse de toda actividad pública, colaborando primero en el despacho particular de Roberto González Pastoriza y posteriormente en su propio bufete, donde atendió diversos asuntos.
Desde 1944 alternó su ejercicio profesional con las funciones de asesor jurídico permanente, Secretario del Consejo y Gerente General de Faro de Vigo, diario decano de la prensa española, fundado en 1853 y en el que escribieron personalidades del relieve de Rosalía de Castro, Benito Pérez Galdós, Emilia Pardo Bazán y José Ortega y Gasset, entre otros.
Sobre su gestión al frente del periódico, el escritor y cronista de la ciudad de Vigo, Ceferino de Blas reconoció que Baliño fue no solamente “el gran decididor” de sus publicaciones entre los 1950’s y los 1980’s, sino también su “gran teórico”, destacando sobre ello la organización del Número Especial Conmemorativo del Centenario (1853-1953).
En dicho número, además de plasmar sus propias perspectivas, Baliño editó una verdadera enciclopedia abreviada de 280 páginas, distribuidas en planas periodísticas ilustradas y empastadas, con notables contribuciones sobre historia, filosofía, ciencias, artes, jurisprudencia, paisajística, urbanística y gastronomía, tanto españolas como sobre todo gallegas, recogiendo también interesantes contribuciones sobre las profesiones y técnicas asociadas al periodismo y su historia. Para dar una idea de la importancia del ejemplar, baste señalar la colaboraron en el mismo de varios de los más relevantes escritores de su tiempo, incluyendo intelectuales de la talla de Gregorio Marañón, Ramón Menéndez Pidal, Eugenio d’Ors y Julián Marías, así como a connotados literatos, tales como Azorín, Pío Baroja, Jacinto Benavente, y Camilo José Cela entre otros.
Los intereses humanísticos, literarios y periodísticos de Baliño, lo llevaron asimismo a participar en otros medios, como El Correo Gallego, del cual fue miembro del Consejo de Administración, infundiendo asimismo su vocación en su hija menor María Luisa Baliño Díez, quien obtuvo el título correspondiente de la Escuela Oficial de Periodismo de Madrid en 1957, ejerciendo durante algún tiempo como corresponsal  en Ginebra.
En 1973 Baliño fue galardonado con la “Uve de Oro” de la radiodifusora “Voz de Vigo”, máximo reconocimiento para los ciudadanos de dicha ciudad, mismo que después fue sustituido por el de “Vigués Distinguido”.
Antes de fallecer, en 1999, limitado en el habla a raíz de una embolia, sintetizaba su vida y legado con las siguientes palabras: “persona, católico, Vigo, España”.